# Hyssopus
Hyssopus es un género con 10-12 especies de plantas herbáceas o semiarbustos dentro de la familia Lamiaceae, nativo de la región del este del Mediterráneo y Asia central. 
Son plantas aromáticas con tallos erectos ramificados que alcanza los 60 cm de longitud y están cubiertos con pelusa. Las hojas son estrechas y oblongas de 2-5 cm de longitud. Tiene pequeñas flores azules que se producen en la parte superior de las ramas durante el verano.  Se suelen emplear en medicina y perfumería. La especie más conocida es la Hyssopus officinalis que es ampliamente cultivada en la región del Mediterráneo.

## Especies
| - Hyssopus ambiguus (Trautv.) Iljin ex Prochorov. & Lebel - Hyssopus cuspidatus Boriss. - Hyssopus ferganensis Boriss. - Hyssopus latilabiatus C.Y.Wu & H.W.Li - Hyssopus lophanthoides Buch.-Ham. ex D.Don - Hyssopus macranthus Boriss. - Hyssopus majae A.P.Khokhr. - Hyssopus seravschanicus (Dubj.) Pazij - Hyssopus tianschanicus Boriss. - Hyssopus officinalis L. - Hyssopus alopecuroides Fisch. ex Benth. - Hyssopus angustifolius M.Bieb. - Hyssopus cretaceus Dubj. - Hyssopus montanus Jord. & Fourr. - Hyssopus schleicheri G.Don ex Loud. - Hyssopus vulgaris Bubani |